# Nerpa (Khotang)
Nerpa (nep. नेर्पा) – gaun wikas samiti we wschodniej części Nepalu w strefie Sagarmatha w dystrykcie Khotang. Według nepalskiego spisu powszechnego z 2001 roku liczył on 652 gospodarstw domowych i 3456 mieszkańców (1864 kobiet i 1592 mężczyzn).